# Mitra variabilis
Mitra variabilis, tên tiếng Anh: variable mitre, là một loài ốc biển, là động vật thân mềm chân bụng sống ở biển trong họ Mitridae, họ ốc méo miệng.

## Miêu tả
Loài này có kích thước giữa 20 mm và 46 mm

## Phân bố
Chúng phân bố ở Ấn Độ Dương dọc theo Madagascar và ở Thái Bình Dương dọc theo Úc.